# Linda Västrik

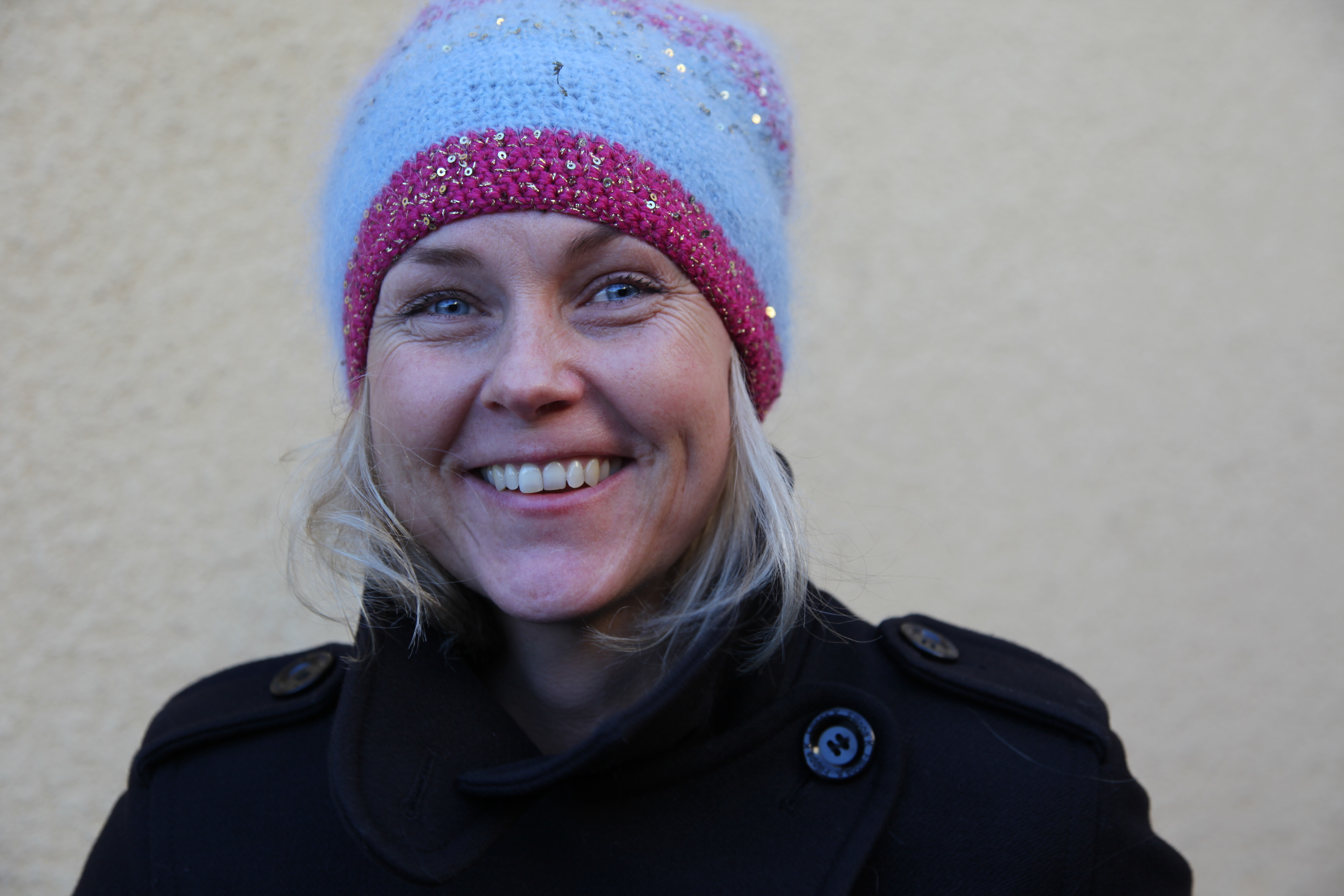
Linda Västrik

Linda Sofie Västrik, född 20 oktober 1972 i Göteborg, är en svensk filmfotograf och regissör.
Linda Västrik växte upp i Tidaholm och mellan sju och 14 års ålder i norra Vietnam. Hon utbildade sig vid Art Institute of Chicago 1991-92, International Center of Photography i New York 1992-93, bland annat för Cornell Capa, vid Högskolan för fotografi vid Göteborgs universitet samt i Film och TV-produktion och regi vid Dramatiska Institutet i Stockholm 1996-99. 
År 2000 blev hon uppmärksammad och internationellt prisbelönt för sin dokumentär Pappa och jag. Filmen handlar om relationen mellan henne och fadern. Filmen skapade debatt internationellt om föräldrars ansvar i relation till sina barn.
2014 Nominerades hennes långfilm De dansande andarnas skog, Forest of the dancing spirits, , till en Guldbagge i kategorin Bästa dokumentärfilm. 
2012 utsågs Linda Västrik till Årets kvinnliga Äventyrare. Juryns motivering löd: Ingen har tidigare ägnat så lång tid bland Kongos nomadiska ursprungsbefolkning i syfte att dokumentera deras undanskymda tillvaro som filmaren Linda Västrik.
Linda Västrik tillbringade mellan 2001 och 2011 långa perioder hos AKAfolket Yaka/Mbendjele i Kamerun och i Kongo-Brazzaville. Det skapade underlaget till filmen De dansande andarnas skog som är inspelad med AKA folket i Kongobasinen vid Kongoflodens bäcken. Filmen hade biografpremiär 2013 och distribueras av SF och Journeyman.
2016 Belönades Linda Västrik med Mai Zetterling-stipendiet från Konstnärsnämnden för sitt “vackra och intensivt engagerande arbete”.

## Filmografi
- Pappa & jag, 2000
- Fjärde dagen över tiden (animerad film), 2009
- De dansande andarnas skog, 2013